# 沃爾納特克里克 (北卡羅萊納州)
沃爾納特克里克（英語：Walnut Creek）是一個位於美國北卡羅萊納州韋恩縣的村。

## 人口
根據2020年美國人口普查的數據，沃爾納特克里克的面積為6.60平方千米，當中陸地面積為5.51平方千米，而水域面積為0.79平方千米。當地共有人口1084人，而人口密度為每平方千米164人。